# St. Josephschool (Breda)

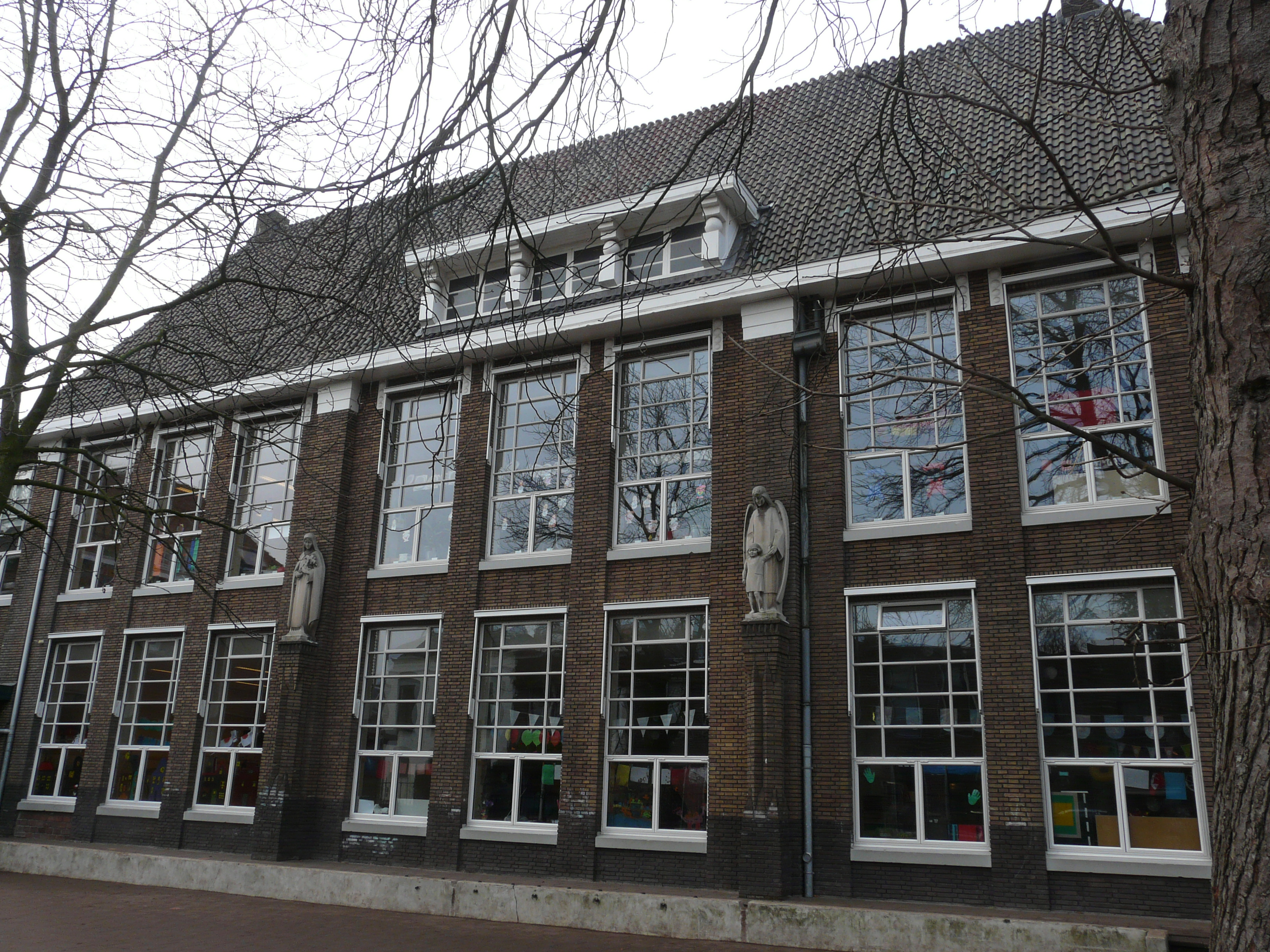
Gevel met beelden

De St. Josephschool is het oudste nog als zodanig in gebruik zijnde basisschoolgebouw van Breda. Het is een karakteristiek pand uit 1921, gelegen aan de St. Josephstraat in de wijk Drie Hoefijzers. Het onderging in de loop der jaren diverse moderniseringen, waaronder een moderne aanbouw aan de achterzijde. In het kader van het plan Via Breda wordt er veel veranderd in de omgeving van de school. De gemeente was in 2011 voornemens het schoolgebouw aan te wijzen als gemeentelijk monument.
De hoofdingang van de school bestaat uit een in natuursteen uitgevoerd portiek onder een tegeltableau, waarop de naam en de stichtingsdatum vermeld staan. Aan de gevel bevinden zich beelden van de heilige Theresia van Lisieux en een beschermengel.
 Het pand werd gebouwd voor de rooms-katholieke lagere jongensschool St. Jozef, waaraan vroeger ook een vervolgschool voor MULO was verbonden.

## Galerij

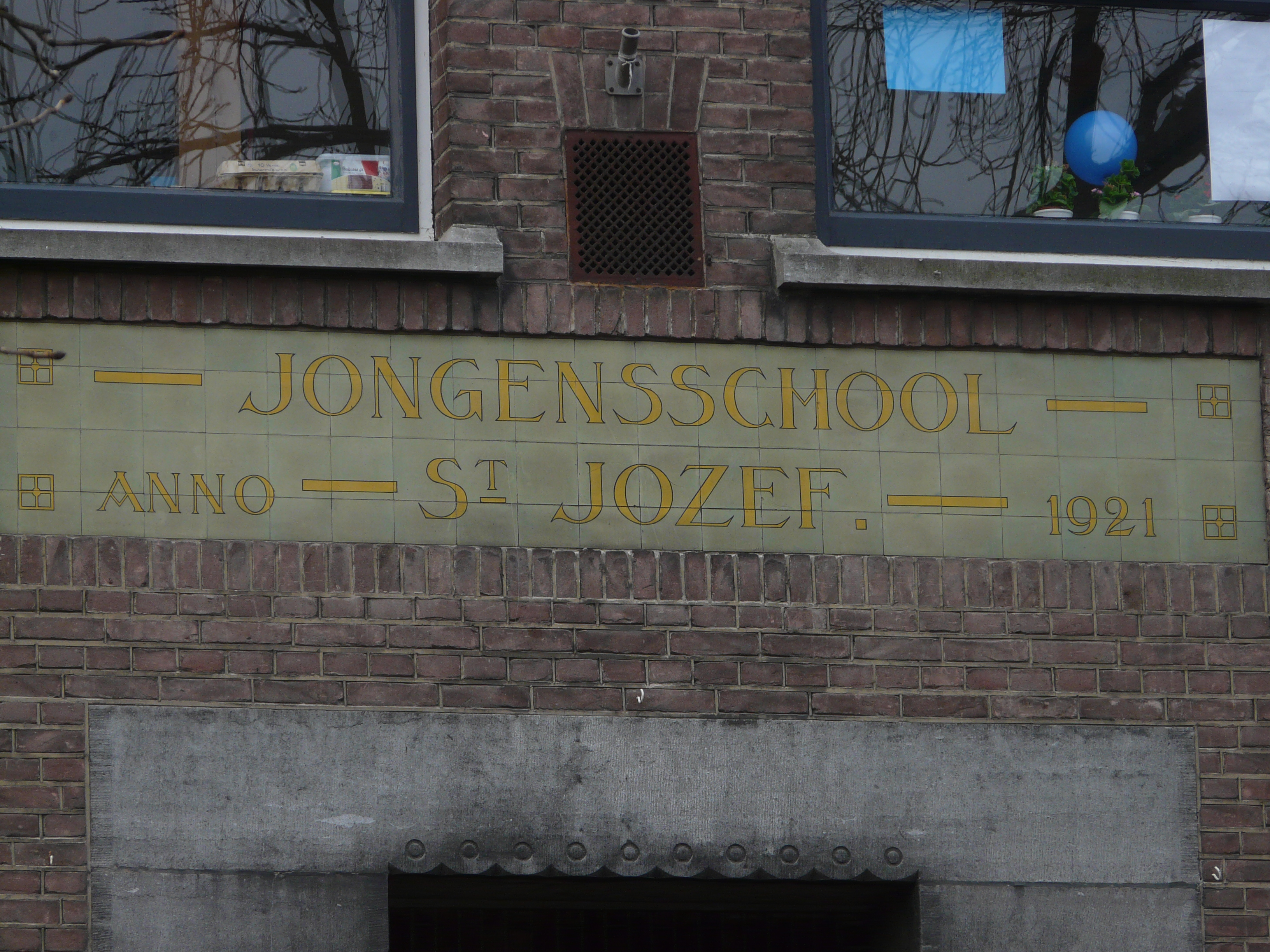
Schoolnaam op tegeltableau
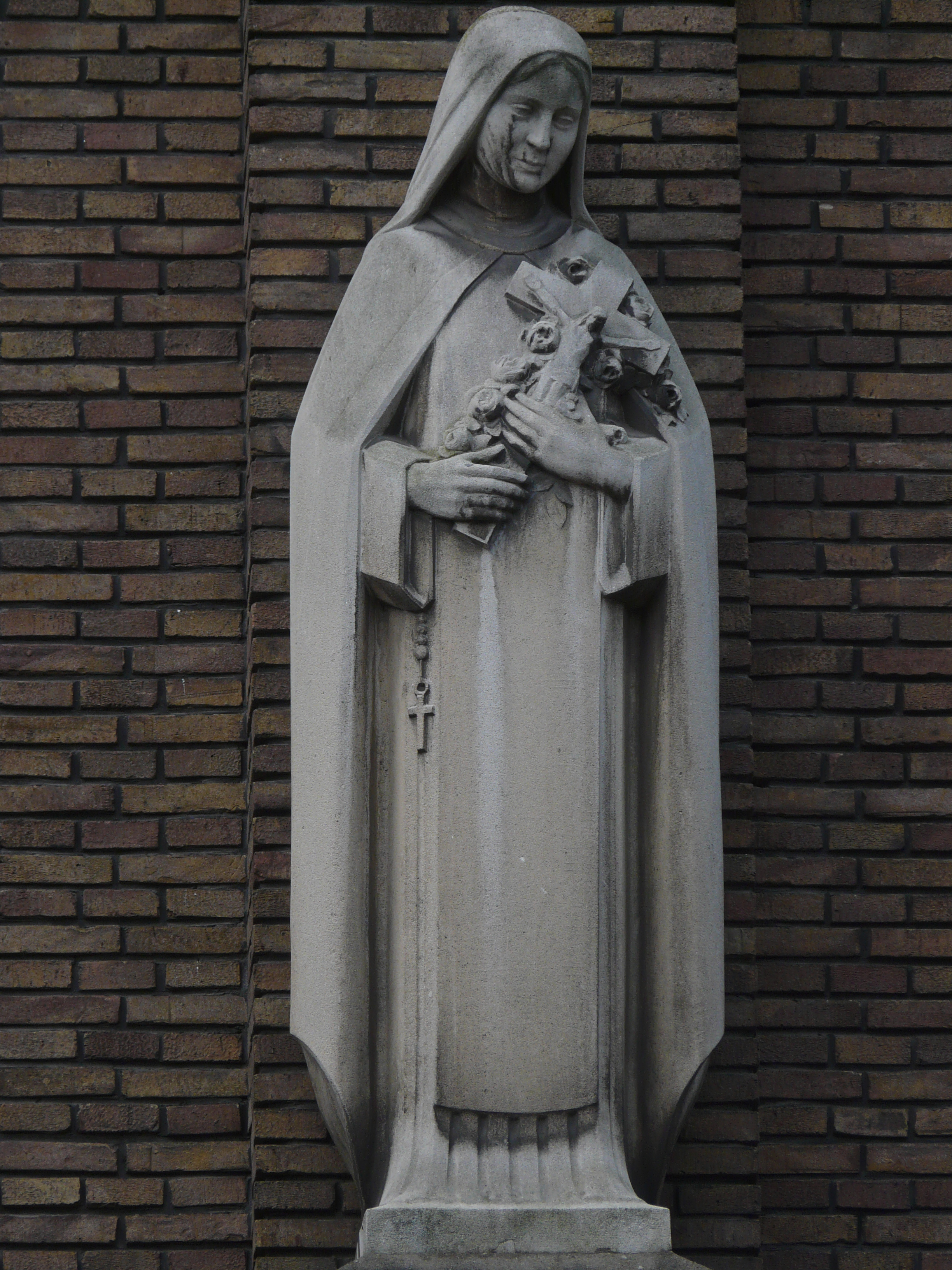
Theresia van Lisieux
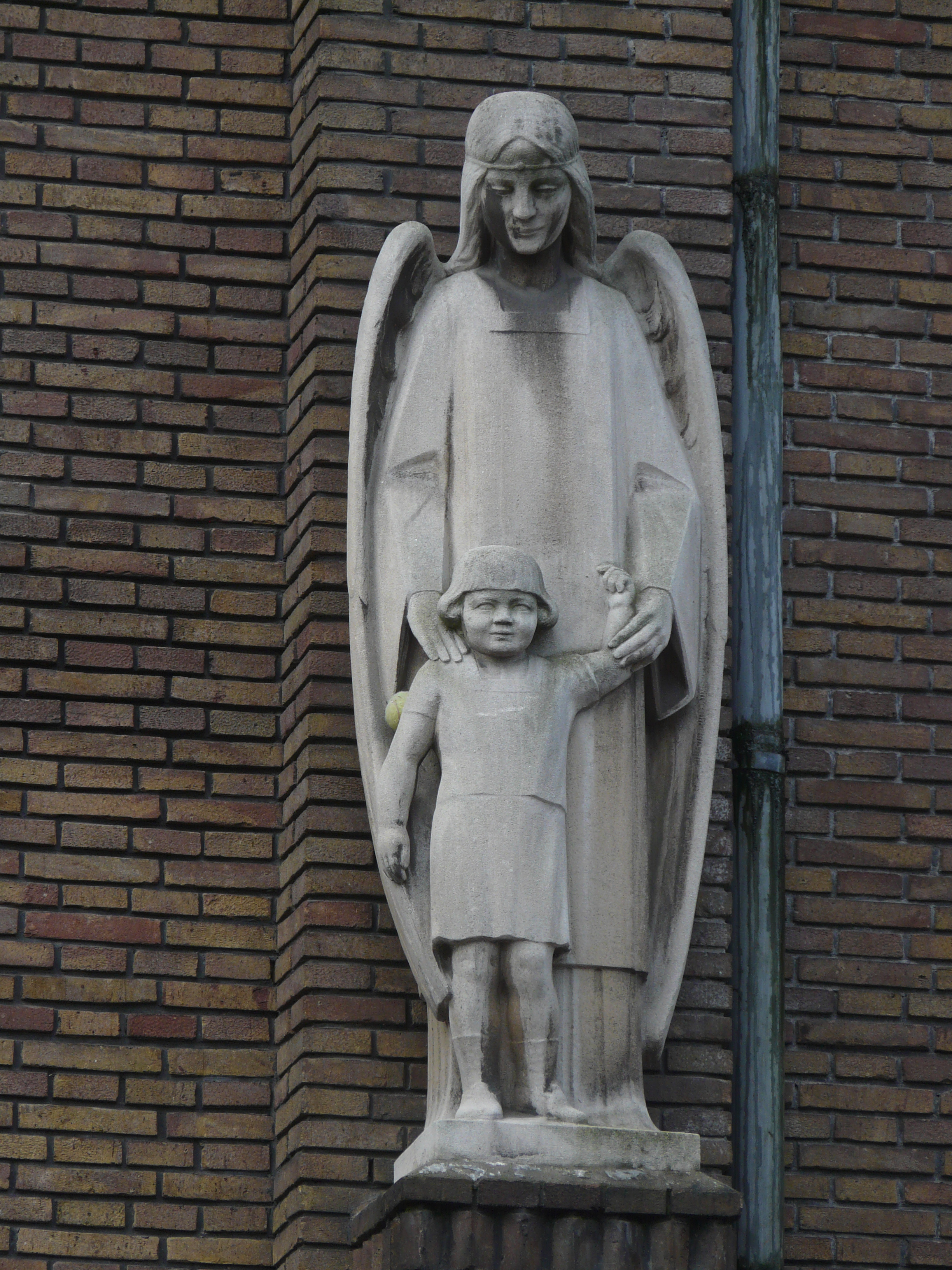
Beschermengel
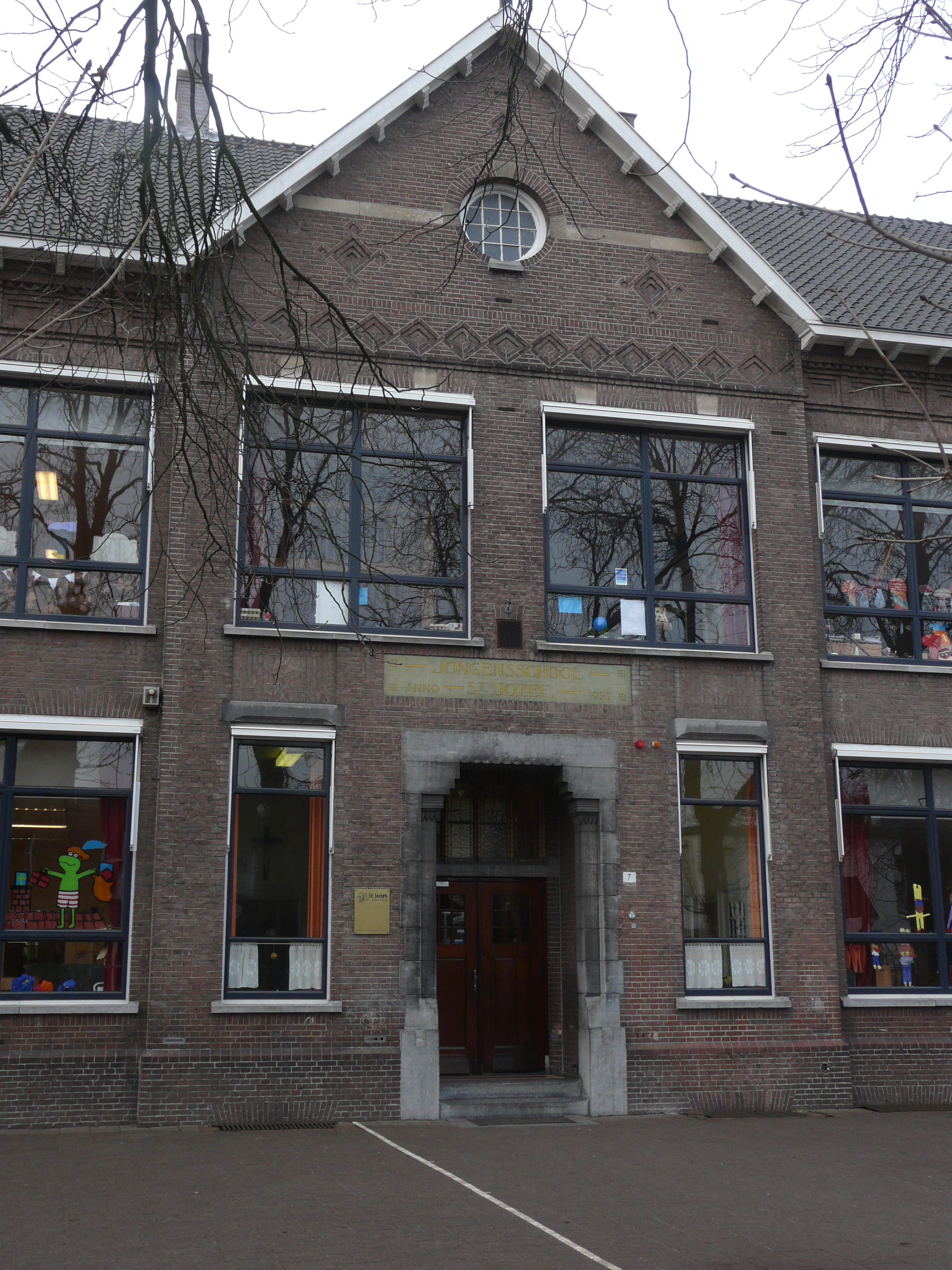
Ingang